# Kleštínek
Kleštínek je potok protékající přírodní rezervací Kněží hora u obce Krumsín v okrese Prostějov. Pramení na dvou místech, severně mezi obcí Křenůvky a Alojzov a severně od Alojzova ze Studánky Libušky. Zprava ústí do říčky Hloučely.